# Карсько (Мисліборський повіт)
Карсько (пол. Karsko, нім. Karzig) — село в Польщі, у гміні Новоґрудек-Поморський Мисліборського повіту Західнопоморського воєводства.
Населення — 1155 осіб (2011).
У 1975-1998 роках село належало до Гожовського воєводства.

## Демографія
Демографічна структура станом на 31 березня 2011 року:
|          | Загалом | Допрацездатний вік | Працездатний вік | Постпрацездатний вік |
| -------- | ------- | ------------------ | ---------------- | -------------------- |
| Чоловіки | 604     | 158                | 407              | 39                   |
| Жінки    | 551     | 104                | 361              | 86                   |
| Разом    | 1155    | 262                | 768              | 125                  |